# Айн-Бейда
Айн-Бейда (араб. عين البيضاء) — місто на північному сході Алжиру, на території провінції (вілаєту) Ум-ель-Буакі. Адміністративний центр однойменного округу.

## Етимологія
Айн з арабської мови означає джерело, у той час як Бейда означає білий. Таким чином, Айн Бейда буквально перекладається як «Біле джерело». Епітет «біле» вказує на чистоту води у місцевому джерелі.

## Географія
Місто знаходиться в північно-східній частині вілаєту, на території гірського масиву Орес, на висоті 1020 метрів над рівнем моря.
Айн-Бейда розташована на відстані приблизно 400 кілометрів на схід-південний схід від столиці країни Алжиру.

## Демографія
За даними перепису 2008 року населення становило 118 662 жителів.
Динаміка чисельності населення міста по роках:
| 1 977  | 1987   | 1 998  | 2008    | 2012    |
| ------ | ------ | ------ | ------- | ------- |
| 42 578 | 66 191 | 91 799 | 118 662 | 136 756 |

## Транспорт
Місто пересікає зі сходу на захід автомобільна дорога RN 10 і з півдня на північ дорога RN88.
За 7 км на північний захід від міста розташований аеропорт.

## Економіка
Основу економіки міста складає сільськогосподарське виробництво. Також в околицях Айн-Бейді ведеться видобуток фосфатів і солі.